# Менандр (гностик)
Мена́ндр Антіохі́йський — самарянин, гностик I століття, послідовник Симона Волхва. Його писання, за словами Іренея, вплинули на Василіда і Сатурніна.